# Kongruenzprinzip der Organisation
Das Kongruenzprinzip der Organisation ist in der Organisationslehre der Grundsatz, dass Aufgaben, Kompetenzen, Verantwortung und Informationen an nachgeordnete Stellen deckungsgleich übertragen werden müssen.

## Allgemeines
Aufgabenerfüllung und Verantwortungsübernahme verlangen in der Aufbauorganisation die Übertragung ausreichender Kompetenzen. Wird einem Aufgabenträger eine Aufgabe zugewiesen, so kann er diese nur erfüllen, wenn ihm hierfür angemessene Kompetenzen eingeräumt und erforderliche Informationen zur Verfügung gestellt werden. Diese Kompetenzen und Informationen müssen ihn in die Lage versetzen, die Aufgaben durchführen zu können (Durchführungskompetenz) oder bei Führungsaufgaben die Menschenführung wahrnehmen zu können (Führungskompetenz). Verantwortliche Stelleninhaber müssen mithin zur Erfüllung ihrer Aufgaben die Möglichkeit besitzen, die zur Erfüllung dieser Aufgaben notwendigen Maßnahmen zu ergreifen. Aufgabenadäquate Kompetenzen sind Handlungsrechte wie Ausführungs-, Verfügungs-, Informations-, Beratungs-, Entscheidungs- oder Weisungsrechte. Entscheidungs- und Weisungsrechte sind für Führungsaufgaben vorgesehen. Vor dem Hintergrund des Kongruenzprinzips kann die Übertragung von Entscheidungsaufgaben an ausführende Mitarbeiter nur dann erfolgen, wenn es sich nicht um echte Führungsentscheidungen handelt. Darunter versteht man situative Eigenentscheidungen durch Untergebene, die keine unternehmenspolitische Relevanz besitzen („soll ich heute oder morgen abheften?“).
Erst dann können Aufgabenträger die Verantwortung für ihre Aufgabenwahrnehmung vollständig übernehmen. Den Aufgaben angemessene Ausführungskompetenzen erlauben erst die Wahrnehmung der Verantwortung für das Gelingen der Aufgaben, für das der Stelleninhaber Rechenschaft abzulegen hat.

## Arten
Wird das Kongruenzprinzip verletzt, so spricht man von einseitig gefährdeten oder einseitig untragbaren Delegationen. Einseitig gefährdete liegen vor, wenn die Kompetenzen im Vergleich zu den Aufgaben und der Verantwortung zu gering sind. Dann handelt es sich beim Aufgabenträger um einen „Wasserträger“ oder „Frühstücksdirektor“. Bei einer einseitig untragbaren Delegation sind die Kompetenzen im Vergleich zu den Aufgaben und der Verantwortung zu groß, dann muss jemand die Verantwortung für Sachverhalte übernehmen, für die er keine Kompetenzen besitzt und die nicht zu seinen Aufgaben zählen. Dazu gehören der „Sündenbock“ und – bei Kompetenzausübung außerhalb des Aufgabengebiets – die Amtsanmaßung.
Abweichend beschreibt Vahs die Begriffe „Frühstückdirektor“, „Sündenbock“ und „Amtsanmaßung“ in Anlehnung an Krüger: „Organisation der Unternehmung“, 1993. Frühstückdirektoren haben Aufgaben, ohne dass die entsprechenden Kompetenzen delegiert wurden und sie tragen keine angemessene Verantwortung für das betriebsrelevante Ergebnis. Sündenböcke tragen die Verantwortung, die Aufgabe wurde ihnen aber nicht explizit übertragen und sie erhielten auch nicht die nötigen Kompetenzen. Bei der Amtsanmaßung handelt es sich um Kompetenzausübung ohne entsprechende Aufgabendelegation und ohne Verantwortung.

## Wirkungen
Eine Führungskraft kann beispielsweise im Rechnungswesen nur für diejenigen Ergebnisabweichungen verantwortlich gemacht werden, deren Ursachen im Einflussbereich der Führungskraft und somit im Rahmen von deren Kompetenzen liegen. Fehlende Deckungsgleichheit führt zu Defiziten in der internen Rechnungslegung. Da aufbauorganisatorisch die Inkongruenzen von Aufgabe, Kompetenz, Verantwortung und Information durch Organisationsstrukturen und Stellenbeschreibungen festgelegt sind, gibt es im Arbeitsablauf tägliche Probleme bei Mitarbeitern. Wird das Kongruenzprinzip permanent verletzt, kann eine Negativauslese dazu führen, dass gute Mitarbeiter das Unternehmen verlassen, während schlechte bleiben und resignieren („innere Kündigung“).